# Cobanus mandibularis
Cobanus mandibularis är en spindelart som först beskrevs av Peckham, Peckham 1896.  Cobanus mandibularis ingår i släktet Cobanus och familjen hoppspindlar. Inga underarter finns listade i Catalogue of Life.